# Logis Le Grand Boust
Le logis Le Grand Boust est une ferme située à Longué-Jumelles, en France.

## Localisation
La ferme est située dans le département français de Maine-et-Loire, sur la commune de Longué-Jumelles.

## Description
Logis, chapelle et colombier datant du 15e siècle ; bâtiment à gauche du logis et grange datant du 18e siècle.

## Historique
Les façades et toitures du logis et de l'ancien porche sont inscrits par les monuments historiques depuis 1974.